# Gulag: de sovjetiska lägrens historia
Gulag: de sovjetiska lägrens historia är en facklitterär bok av Anne Applebaum som belönades med 2004 års Pulitzerpris. Boken beskriver de sovjetiska Gulag-lägren, och historien om Gulag-organisationen från dess tillblivelse under Lenin och Solovski-fånglägret, bygget av Vitahavskanalen, organisationens väldiga expansion under den stora utrensningen och andra världskriget, och sedan dess tillbakagång efter Josef Stalins död och slutligen dess avveckling under 1980-talet. Boken är dokumentärt skriven, och författaren använder sig av dokument i sovjetiska arkiv, brev, dagböcker och vittnesmål för att återskapa och beskriva hur livet och villkoren var i lägren.
Boken är ett historiskt vetenskapligt arbete och bygger på ett omfattande källmaterial - där det finns 46 sidor (fot)noter och 28 sidor med bibliografi och källförteckning. Den svenska upplagan har ett längre förord av historikern Peter Englund. Boken bygger på forskning och material från bland annat:
- den ryska organisationen Memorial skapad av ryska historiker
- Sacharov-Institutet
- KARTA Center i Polen[1]
- historiska museer i Litauen, Lettland, Estland, Rumänien och Ungern
- memoarer och intervjuer (med särskilda insatser för att filtrera bort osannolika, plagierande eller politiserade uppgifter).
- Varlam Sjalamov:s dokumentära noveller om lägerlivet
- Centrala Gulagstyrelsens arkiv (inspektionsrapporter, räkenskaper, brev från lägerchefer till sina överordnade i Moskva, redogörelser av flyktförsök etc)
- Protokoll från partimöten
- Stalins egna dokument
- dokument från militära arkiven (med hjälp av ryska officerare)
- lokala arkiv i ett antal lägerorter

I bokens Appendix ("Hur många?") anges säkerhetstjänstens NKVDs egen statistik om antalet fängslade som blev tillgänglig när arkiven öppnats efter Sovjetunionens fall. Talen avviker markant både från Robert Conquests Den stora terrorn som talade om "7 miljoner" fängslade under 1937-1938, och från den revisionistiske historikern J. Arch Getty som talade om "tusentals" fängslade för dessa två år.